# Terry LaValley
Terry Ronald LaValley, né le 26 mars 1956 à Plattsburgh dans l'État de New York, est un évêque catholique américain, évêque d'Ogdensburg depuis 2010.

## Biographie

### Formation
Terry LaValley naît comme deuxième des six enfants de Ronald et Doris LaValley. Il est élevé à la paroisse St. Ann's, puis éduqué à la Mooers Central School de Mooers. Il est diplômé de la Northeastern Clinton Central High School de Champlain. Il suit ses études supérieures à l'Université d'État de New York à Albany (SUNY) pendant deux ans, avant de s'engager dans la marine américaine, où il sert de 1977 à 1983. Il reçoit son Bachelor of Arts de l'université SUNY d'Albany en 1980.
En 1983, LaValley entre au Wadhams Hall Seminary College d'Ogdensburg, obtenant un certificat d'études de philosophie l'année suivante. Il poursuit ses études au Christ the King Seminary d'East Aurora. Terry LaValley en est diplômé de théologie sacrée en 1988. 

### Prêtre
Terry LaValley est ordonné prêtre le 24 septembre 1988 par Stanislaus Brzana, évêque d'Ogdensburg. Son premier poste est celui de vicaire de l'église du Sacré-Cœur de Massena. En même temps, il est vice-secrétaire du tribunal diocésain des mariages et membre du conseil presbytéral. Par la suite, l'abbé LaValley part pour Ottawa au Canada, étudier le droit canon à la St. Paul's University, dont il obtient un doctorat en 1994.
À son retour aux États-Unis, l'abbé LaValley est nommé administeur de la paroisse Saint-Pierre d'Hammond et de la mission Saint-Patrick de Rossie, ainsi qu'official du diocèse. En 1996, il devient vicaire épiscopal et chancelier du diocèse d'Ogdensburg. En plus, il est curé de l'église Saint-Raphaël d'Heuvelton (1998) et administrateur de l'église Saint-Jacques de Gouverneur (1999). Il retourne à la paroisse Saint-Raphaël en 2000, et devient recteur de la cathédrale Sainte-Marie en 2003.

### Évêque d'Ogdensburg
Le 23 février 2010, Terry LaValley est nommé évêque d'Ogdensburg par Benoît XVI et consacré et installé à la cathédrale Sainte-Marie, le 30 avril 2010 par Timothy Dolan, archevêque de New York, et Paul Loverde et Robert Cunningham, anciens évêques d'Ogdensburg . C'est le premier évêque d'Ogdensburg natif du diocèse, depuis la nomination de Joseph H. Conroy en 1921.